# مكتبة رايرسون

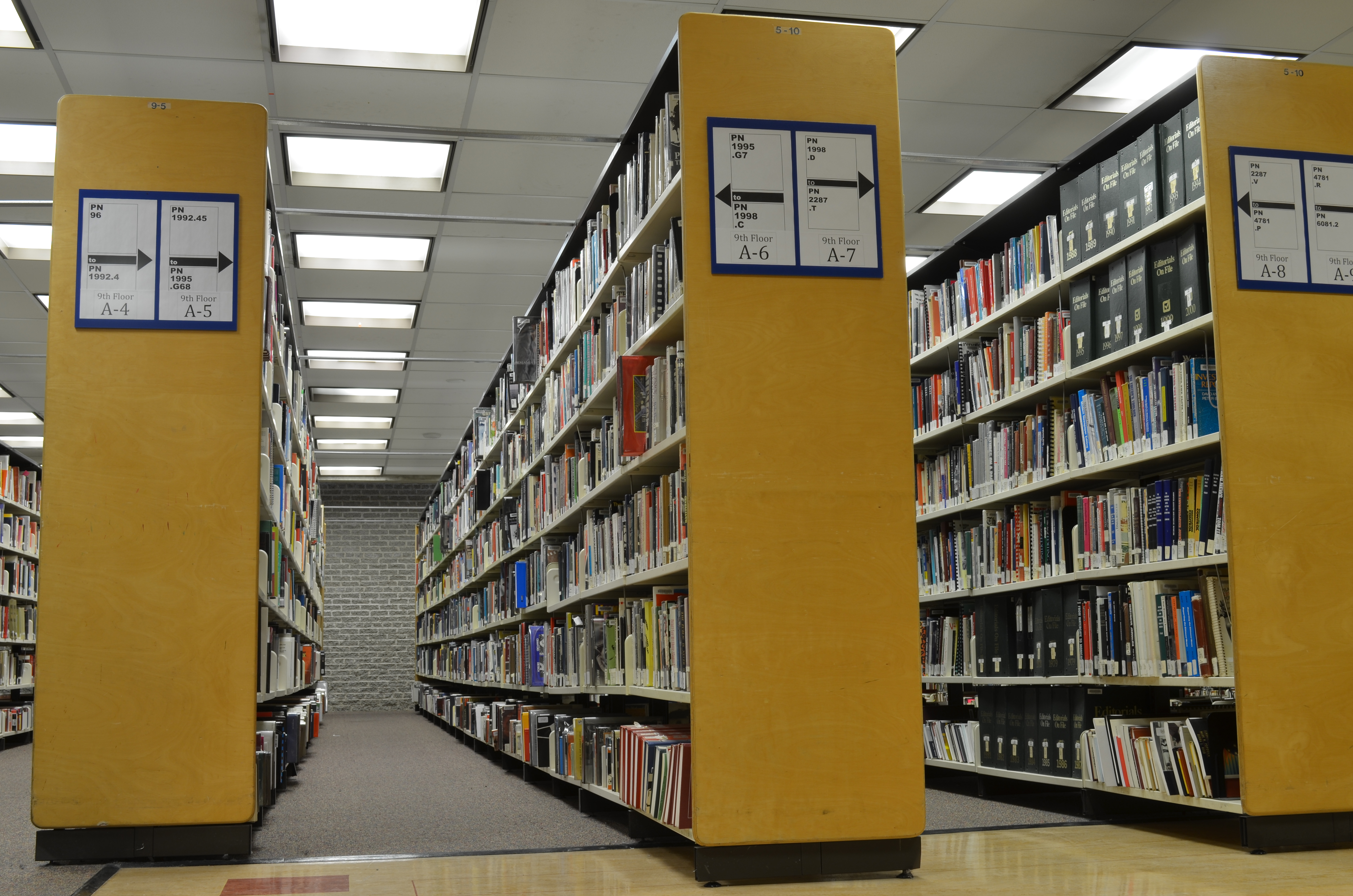
أكوام الكتب في الطابق التاسع

مكتبة ومحفوظات جامعة رايرسون هي مكتبة جامعة رايرسون في تورنتو ، كندا . تتكون مجموعة مكتبة رايرسون من أكثر من 500000 كتاب ،وايضا يتم إنفاق أكثر من 3 ملايين دولار كندي سنويًا للحصول على موارد إلكترونية ، بما في ذلك المجلات الإلكترونية والكتب الإلكترونية وقواعد البيانات والفهارس والبيانات الجغرافية المكانية والمواقع الإلكترونية المفهرسة أو المستندات الإلكترونية. يمكن الوصول إلى معظم الموارد الإلكترونية عن بُعد بواسطة أعضاء مجتمع Ryerson مع إمكانية الوصول إلى الإنترنت ، على الرغم من أن مصادقة تسجيل مكتبة Ryerson مطلوبة للوصول إلى جميع الموارد التجارية.

## نبذة
تحصل المكتبة على مواد لدعم المناهج التي تدرس في الجامعة ودعم الاحتياجات البحثية لأعضاء هيئة التدريس. توجد جميع المواد المطبوعة في مبنى المكتبة في شارعي غولد وفيكتوريا. بالإضافة إلى مواد المكتبة ، توفر المكتبة الوصول إلى أجهزة الكمبيوتر المكتبية وأجهزة الكمبيوتر المحمولة ، فضلاً عن المساعدة البحثية والمساعدة التقنية. تم بناء البرج المكون من 11 طابقًا في عام 1974 ، وهوا يضا مثال على العمارة الوحشية . 
في 18 يناير 2008، أعلنت الجامعة عن استحواذها على عقارات بما في ذلك الموقع السابق لـ Sam the Record Man ، مما سمح بتوسيع المكتبة إلى موقع رئيسي في يونغ ستريت. في فبراير 2015 ، فتحت توسعة المكتبة أبوابها مثل مركز تعلم الطلاب (SLC).

## رونالد دي بيس للمعلومات والتعلم
يوفر موقع الموجود في الطابق الرئيسي بمكتبة جامعة رايرسون ، الوصول إلى مجموعة واسعة من موارد المعلومات باستخدام تقنيات متنوعة متاحة للطلاب وأعضاء هيئة التدريس والموظفين. تم تسمية منطقة العموم على اسم تبرع من رونالد دي بيس ، ويوفر مجلس العموم دعمًا تعليميًا من خلال مجموعة متنوعة من الخدمات مثل تعليم الفصول الدراسية والخدمات المرجعية والدعم التكنولوجي.

## المحفوظات والمجموعات الخاصة
تعمل أرشيفات رايرسون كذاكرة مؤسسية لمجتمع رايرسون. يكتسب الأرشيف ويحفظ ويتيح الوصول إلى مجموعة واسعة من المواد الأولية التي توفر سجلاً إداريًا وأكاديميًا وماليًا وقانونيًا واجتماعيًا وثقافيًا لجامعة رايرسون. تم إنشاء المجموعات الخاصة للمساعدة في دعم احتياجات التعلم والتعليم وتسهيل الأنشطة العلمية والبحثية والإبداعية لمجتمع رايرسون من خلال الحصول على كائنات التصوير الفوتوغرافي والأفلام والتاريخ الثقافي والحفاظ عليها. لدينا مسؤولية خاصة لمساعدة الطلاب والموظفين على الوصول إلى الأشياء في مجالات الموضوعات المتخصصة ومساعدتهم في تفسير تلك الأشياء.

## روابط خارجية
- موقع رسمي